# Боњхад
Боњхад (мађ. Bonyhád) град је у Мађарској. Боњхад је један од важнијих градова у оквиру жупаније Толна.
Боњхад је имао 13.957 становника према подацима из 2009. године.
Поред Бохњада се налази једини живи манастир Српске православне цркве у Мађарској, манастир Грабовац.

## Географија
Град Боњхад се налази у јужном делу Мађарске. Од престонице Будимпеште град је удаљен око 160 километара јужно. Град се налази у западном делу Панонске низије, близу Дунава, а на источним падинама винородне планине Мечек. Надморска висина града је око 120 m.

## Становништво
По процени из 2017. у граду је живело 13.210 становника.
| 1990.  | 2001.  | 2011.  | 2017.  |
| ------ | ------ | ------ | ------ |
| 15.279 | 14.375 | 13.630 | 13.210 |

## Галерија
- Поглед на град
- Градски храм
- Гимназија
- Градски музеј

## Партнерски градови
- Борсек
- Вернау
- Тврдошовце
- Хохајм на Мајни
- Јастровје
- Тројхтлинген